# اس‌تی‌اس-۹
اس‌تی‌اس-۹ (که با نام اس‌تی‌اس-۴۱-آ  و آزمایشگاه فضایی ۱ ∗ نیز شناخته می‌شود) نهمین ماموریت شاتل‌های فضایی ناسا بود که اولین ماژول آزمایشگاه فضایی را در مدار زمین قرار داد. پرتاب در ۲۸ نوامبر ۱۹۸۳ (۸ بهمن ۱۳۶۱)  و به وسیله کلمبیا صورت گرفت. این آخرین پرتاب کلمبیا تا زمان پرتاب اس‌تی‌اس-۶۱-سی در ژانویه ۱۹۸۶ بود. همچنین این آخرین پرتابی بود که از شماره گذاری قدیمی استفاده می‌کرد؛ البته تا زمان پرتاب اس‌تی‌اس-۲۶ (یعنی پس از انفجار فضاپیمای چلنجر در پرتاب اس‌تی‌اس-۵۱-ال). در سامانه جدید شماره‌گذاری اس‌تی‌اس-۹ به اس‌تی‌اس-۴۱-آ تغییر یافت.

## خدمه پروازی
| رده             | فضانورد              | فضانورد              |
| --------------- | -------------------- | -------------------- |
| فرمانده         | جان یانگ             | جان یانگ             |
| خلبان           | بروستر اچ شاو جونیور | بروستر اچ شاو جونیور |
| متخصص پرواز۱    | اوون کا گاریوت       | اوون کا گاریوت       |
| متخصص پرواز۲    | روبرت آ پارکر        | روبرت آ پارکر        |
| متخصص بارگزاری۱ | اولف مربولد          | اولف مربولد          |
| متخصص بارگزاری۲ | رایون کی لیچنربرگ    | رایون کی لیچنربرگ    |

### خدمه پشتیبان
| رده             | فضانورد      | فضانورد      |
| --------------- | ------------ | ------------ |
| متخصص بارگزاری۱ | ووبو اوکلس   | ووبو اوکلس   |
| متخصص بارگزاری۲ | مشیل لامپتون | مشیل لامپتون |

## پارامترهای ماموریت
- جرم:
  - هنگام پرتاب مدارگرد: ۲۴۷٬۶۱۸ پوند (۱۱۲٬۳۱۸ کیلوگرم)
  - هنگام فرود مدارگرد : ۲۲۰٬۰۲۱ پوند (۹۹٬۸۰۰ کیلوگرم)
  - ظرفیت ترابری دی‌اف‌آی: ۲۲۰٬۰۲۱ پوند (۹۹٬۸۰۰ کیلوگرم)
- حضیض : ۱۴۹ مایل (۲۴۰ کیلومتر)
- اوج : ۱۵۷ مایل (۲۵۳ کیلومتر)
- زاویهٔ شیب مدار: ۵۷ درجه
- دوره تناوبی : ۸۹.۵~ دقیقه

## پیش‌زمینه ماموریت

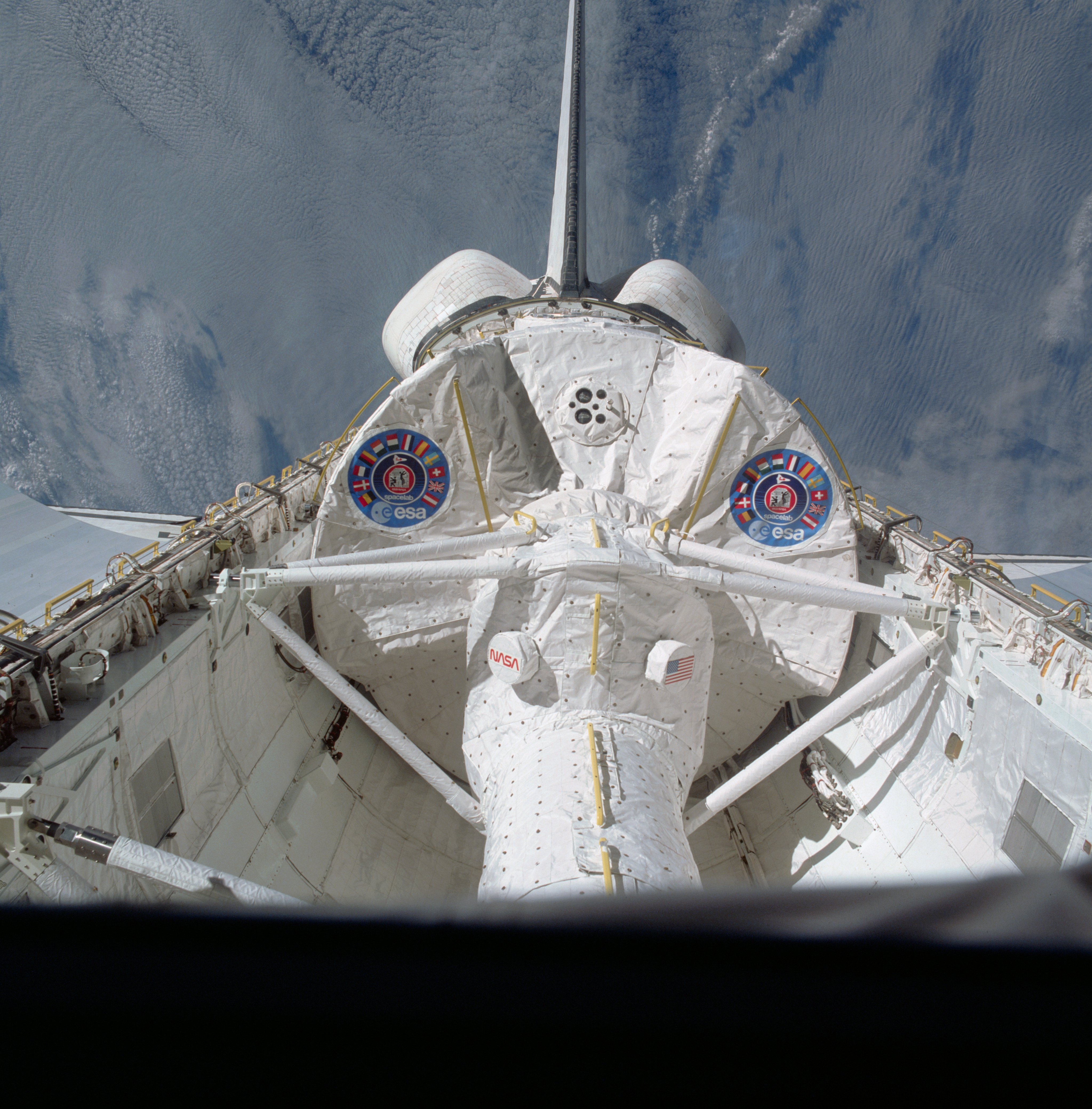
دید کلمبیا از محفظه بار، نمایش آزمایشگاه فضایی.

شش عضو اس‌تی‌اس-۹ بزرگترین ماموریت از نظر اعضا در زمان خود بود. جان یانگ در نقش فرمانده، دومین پروازش را با شاتل تجربه می‌کرد. برایان کی لیچنبرگ و اولف مربولد نیز متخصصین بارگذاری بودند و اولین دو نفری بودند که غیرآمریکایی بودند و در پروازی از شاتل حضور داشتند.
لیچنبرگ محققی از موسسه فناوری ماساچوست بود. پیش از اس‌تی‌اس-۹، گاریوت به عنوان فضانورد-محقق، تجریه ۵۶ روز حضور اسکای لب در مدار را در سال ۱۹۷۳ داشت.
این ماموریت تماماً به آزمایشگاه فضایی ۱ تعلق داشت که ماموریت مشترک از سوی ناسا و سازمان فضایی اروپا (اسا -س.ف.ا) بود؛ تا آزمونی باشد برای تحقیقِ قابلیت آزمایش‌های علمی در فضا بود. فضانوردان و متخصصین بارگذاری به صورت مشترک بر روی ماژول فضایی کار کردند. بودجه این آزمایشه فضایی توسط اسا تهیه شده‌بود.

## فرآوری شاتل
ماموریت که در ابتدا برای ۲۹ اکتبر ۱۹۸۳ برنامه‌ریزی شده بود، به دلیل نگرانی‌هایی به تاخیر افتاد. این نگرانی درباره دهانه خروجی دود در موشک سوخت جامد سمت راستی بود. برای اولین بار در تاریخ برنامه شاتل، شاتلِ نصب شده در محل پرتاب، برای بازبینی برگردانده شد. پس از خارج کردن از حالت پرتاب به تاسیسات فراوری مدارگر انتقال یافت تا موتور مزبور مورد تعمیر قرار گیرد. مدارگرد، پس از بازبینی دوباره در تاریخ ۸ نوامبر ۱۹۸۳ به سکوی پرتاب بازگشت.

## خلاصه ماموریت

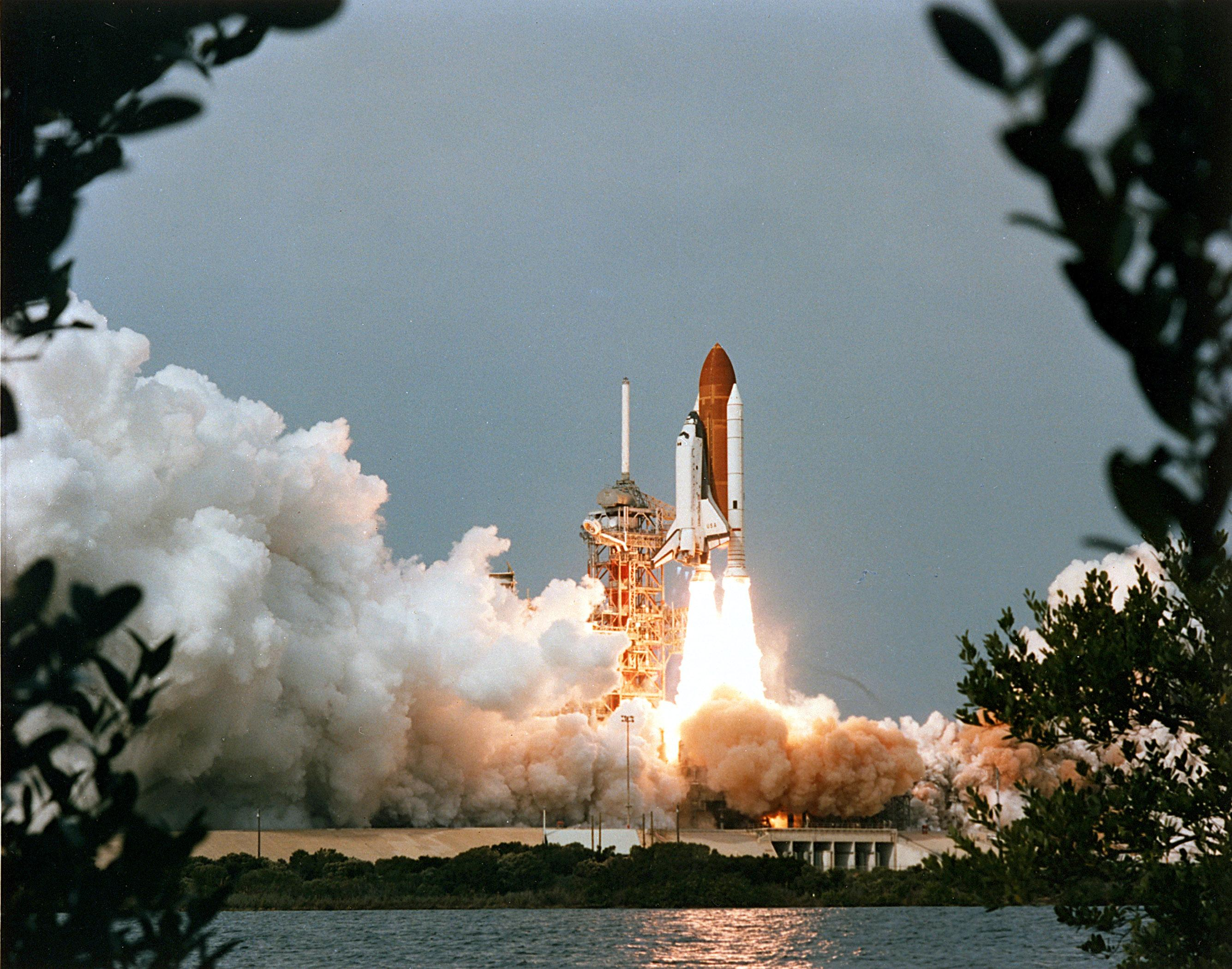
اس‌تی‌اس-۹ از مرکز فضایی کندی در ۲۸ نوامبر ۱۹۸۳ پرتاب شد.

ماموریت شاتل با پرتابش در ۲۸ نوامبر ۱۹۸۳ از مرکز فضایی کندی آغاز شد. خدمه شاتل به دو گروه تقسیم شدند. هر یک ۱۲ ساعت در روز کار می‌کردند تا ماموریت به سرانجام برسد. یانگ، پارکر، مربولد تیم قرمز و شاو گریوت و لیشنتبرگ تیم آبی را تشکیل می‌دادند. به طور معول فرمانده و خلبان در عرشه فضاپیما حاضر بود و متخصصان پرواز و محموله بر روی محموله ایستگاه فضایی کار می‌کردند.
در طول مامویت ۷۲ آزمایش علمی انجام شد. آزمایش‌هایی با زمینه فیزیک پلاسما، فضا، فیزیک خورشیدی، علوم اشیا و مشاهده زمین. تلاش برای استقرار آزمایشگاهِ فضایی به خوبی پیش رفت که منجر به افزایش زمان ماموریت به ۱۰ روز شد. از این رو این ماموریت طولانی‌ترین پرواز شاتل تا زمان خودش بود.

## نشان ماموریت
محموله اصلی، آزمایشگاه فضایی، به عنوان یک نمایش نوشتاری در نماد درآمد. این نوشتار در زیر تصویر شاتل کلمبیا قرار گرفته. در نشان ۹ ستاره در اطراف تصویرِ مدارگرد قرار گرفته‌اند که نشانگر ماموریت نهم شاتل است (اس‌تی‌اس-۹).

## مبنع
1. ↑  nasa.gov (2004). "Fun facts about STS numbering" بایگانی‌شده  در ۲۷ مه ۲۰۱۰ توسط Wayback Machine, NASA/KSC, Florida, US, 29 October 2004
2. ↑  Lewis, Richard (1984). The voyages of Columbia: the first true spaceship. Columbia University Press. pp. 204. ISBN 978-0-231-05924-4.
3. ↑  "Shuttle Rollbacks". NASA. Archived from the original on 23 اكتبر 2012. Retrieved 23 November 2012. {{cite web}}: Check date values in: |archive-date= (help)
4. ↑  "STS-9 Press Kit" (PDF). NASA.

## پیوند
- خلاصه ماموریت اس‌تی‌اس-۹، ناسا
- اس‌تی‌اس-۹، نکات برجسته ویدئویی
- Risks Digest 8.13 on computer problems on early Shuttle flights